# Meranoplus
Meranoplus är ett släkte av myror. Meranoplus ingår i familjen myror.

## Bildgalleri

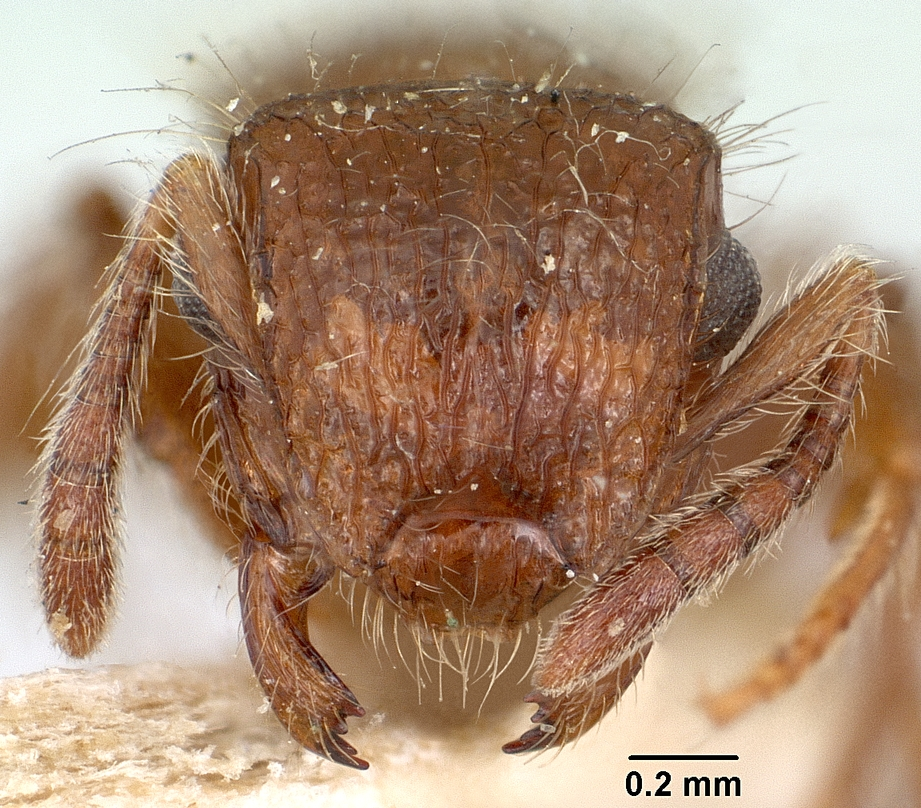

## Dottertaxa tillMeranoplus, i alfabetisk ordning[1]
- Meranoplus ajax
- Meranoplus armatus
- Meranoplus astericus
- Meranoplus aureolus
- Meranoplus barretti
- Meranoplus bellii
- Meranoplus bicolor
- Meranoplus carinatus
- Meranoplus castaneus
- Meranoplus clypeatus
- Meranoplus dichrous
- Meranoplus dimidiatus
- Meranoplus diversus
- Meranoplus doddi
- Meranoplus duyfkeni
- Meranoplus excavatus
- Meranoplus fenestratus
- Meranoplus ferrugineus
- Meranoplus flaviventris
- Meranoplus froggatti
- Meranoplus glaber
- Meranoplus hilli
- Meranoplus hirsutus
- Meranoplus hospes
- Meranoplus inermis
- Meranoplus laeviventris
- Meranoplus leveillei
- Meranoplus levis
- Meranoplus linae
- Meranoplus magrettii
- Meranoplus mars
- Meranoplus mayri
- Meranoplus minimus
- Meranoplus minor
- Meranoplus mjobergi
- Meranoplus mucronatus
- Meranoplus nanus
- Meranoplus niger
- Meranoplus oceanicus
- Meranoplus oxleyi
- Meranoplus peringueyi
- Meranoplus pubescens
- Meranoplus puryi
- Meranoplus radamae
- Meranoplus raripilis
- Meranoplus rothneyi
- Meranoplus rugosus
- Meranoplus sabronensis
- Meranoplus similis
- Meranoplus spininodis
- Meranoplus sthenus
- Meranoplus testudineus
- Meranoplus unicolor
- Meranoplus vestigator